# Maureen McCormick
Pour les articles homonymes, voir McCormick.
Maureen McCormick est une actrice américaine, née le 5 août 1956 à Encino, Californie.

## Discographie
- 1995 : When You Get a Little Lonely

## Filmographie partielle
Sauf indication contraire, les informations mentionnées dans cette section peuvent être confirmées par la base de données cinématographiques IMDb,  présente dans la section « Liens externes ».

### Cinéma
- 1973 : Young Marriage de Steven Katten : Beth (court métrage)
- 1976 : Pony Express Rider (en) de Robert Totten : Rose de Sharon
- 1977 : Moonshine County Express (en) de Gus Trikonis : Sissy Hammer
- 1979 : Take Down de Kieth Merrill : Brooke Cooper
- 1979 : Skatetown, U.S.A. de William A. Levey : Susan
- 1980 : Le Temps du rock'n'roll (The Idolmaker) de Taylor Hackford : Ellen Fields
- 1981 : Texas Lightning (en) de Gary Graver : Fay
- 1983 : Shout for Joy de Erik Jacobson : Alma Irons
- 1987 : Return to Horror High (en) de Bill Froehlich : Officier Tyler
- 1989 : That's Adequate (en) de Harry Hurwitz : Princesse de l'espace
- 1997 : Dogtown (en) de George Hickenlooper : Didi Schmidt
- 1999 : Baby Huey's Great Easter Adventure (en) de Stephen Furst : La mère de Nick
- 2000 : The Million Dollar Kid de Neil Mandt : Betsy Hunter
- 2001 : Title to Murder (en) de Stephen Furst : Leah Farrell
- 2002 : Jane White Is Sick & Twisted de David Michael Latt : Nancy
- 2003 : Dickie Roberts, ex enfant star (Dickie Stars: Former Child Star) de Sam Weisman : Maureen McCormick
- 2008 : Stone & Ed de Adam Meyerowitz : Mère des rêves
- 2012 : Snow White: A Deadly Summer (en) de David DeCoteau : Eve
- 2015 : Un grand bébé (Big Baby) de Stephen Langford : Molly
- 2016 : Coup de foudre par erreur (Accidental Engagment) de Letia Clouston : Jeannette

### Télévision

#### Séries télévisées
- 1964-1965 : Ma sorcière bien-aimée (Bewitched) : Endora enfant (saison 1, épisode 12 et saison 2, épisode 7)
- 1965 : The Farmer's Daughter (en) : Christine (saison 2, épisode 25)
- 1965 : Honey West : Margaret Mary Driscoll (saison 2, épisode 8)
- 1965-1966 : Les farfelus (en) (Camp Runamuck) : Maureen Sullivan (saison 1, épisode 1 et 16)
- 1966 : Jinny de mes rêves (I Dream of Jeannie) : Susan (saison 1, épisode 20)
- 1967 : Mes trois fils (My Three Sons) : Sylvia Walters (saison 8, épisode 10)
- 1969-1974 : The Brady Bunch : Marcia Brady (117 épisodes)
- 1972 : The Brady Kids : Marcia Brady (17 épisodes)
- 1973 : Docteur Marcus Welby : Sharon Boyd (saison 4, épisode 23)
- 1975 : Happy Days : Hildie (saison 2, épisode 16)
- 1975 : Harry O (en) : Nancy Wayne (saison 1, épisode 22)
- 1975 : Joe Forrester : Irene Kellogg (saison 1, épisode 3)
- 1976 : Les rues de San Francisco (The Streets of San Francisco) : Cindy Lawson (saison 5, épisode 5)
- 1976 : Gibbsville (en) : Alice Chapman (saison 1, épisode 4)
- 1977 : Delvecchio (en) : Lynette Youndfellow (saison 1, épisode 14)
- 1977 : The Hardy Boys/Nancy Drew Mysteries : Karen Phillips (saison 2, épisode 10)
- 1977-1978 et 1980-1982 : La croisière s'amuse (The Love Boat) : Barbara Holmes / Suzy Corbett / Celia Elliott / Cindy / Lori Markham (5 épisodes)
- 1978 : Vegas : Jenny Logan (saison 1, épisode 8)
- 1978-1983 : L'Île fantastique (Fantasy Island) : Sally Quinn / Angela Brennan / Jennie Collins / Jennifer Griffin / Trudy Brown / Stéphanie Wilson (6 épisodes)
- 1979 : Insight : Jenny (saison 18, épisode 4)
- 1979 : Lou Grant : Tiffany (saison 2, épisode 16)
- 1979 : The Runaways (en) : Janet (saison 2, épisode 7)
- 1989 : Day by Day (en) : Marcia Brady (saison 2, épisode 11)
- 2017 : The Guest Book (en) : dans son propre rôle (saison 1, épisode 9)

#### Téléfilms
- 1979 : A Vacation in Hell (en) de David Greene : Margret
- 1981 : The Brady Girls Get Married de Peter Baldwin : Marcia Brady
- 1988 : A Very Brady Christmas (en) de Peter Baldwin : Marcia Brady Logan
- 1993 : Bradymania: A Very Brady Special de Malcolm Leo : Marcia Martin Brady
- 1996 : Panique en plein ciel (en) (Panic in the Skies!) de Paul Ziller : hôtesse
- 2015 : Le Pays de Noël (Christmas Land) de Sam Irvin: Glinda Stanwick (voix VF : Blanche Ravalec)